# جنتیلی (نیواورلئان)
جنتیلی (به انگلیسی: Gentilly) یک منطقهٔ مسکونی در ایالات متحده آمریکا است که در نیواورلئان واقع شده‌است.